# Aenictus mariae
Aenictus mariae är en myrart som beskrevs av Carlo Emery 1895. Aenictus mariae ingår i släktet Aenictus och familjen myror.

## Underarter
Arten delas in i följande underarter:
- A. m. mariae
- A. m. natalensis